# والانتینیت
والانتینیت  (به انگلیسی: Valentinite) با فرمول شیمیایی Sb2O3 از مجموعه کانی هاست و از نام شیمیدان آلمانی قرن شانزدهم B.Valentinus گرفته شده‌است. به راحتی در شعله ذوب می‌شود. محلول در اسید استیک و کلریدریک و نیتریک گرم Sb:۸۳٫۵۴٪  O:۱۶٫۴۶٪  با انکلوزیون As برای اولین بار در چک اسلواکی کشف شد و از نظر شکل بلور: منشوری - ندرتاْ پهن و کوتاه، رنگ: سفید خاکستری -خاکستری - زرد یا متمایل به قرمز، شفافیت: نیمه شفاف، جلا: الماسی - صدفی، رخ: کامل - مطابق باسطح و، سیستم تبلور: ارترومبیک و در رده‌بندی اکسید است  و منشأ تشکیل آن ثانوی است.
همایند کانی‌شناسی (پارانژ) آن - استیبین- سنارمونتیت- سروانتیت است
، از نظر ژیزمان بلورهای اغلب شیاردار- آگرگاتهای بادبزنی - شعاعی - دانه‌ای تقریباََ کمیاب است و بیشتر در آلمان، چک اسلواکی، فرانسه، الجزیره و بولیوی یافت می‌شود.

## منبع
- پردیس کشاورزی ایران